# Dolmen Catllar 2

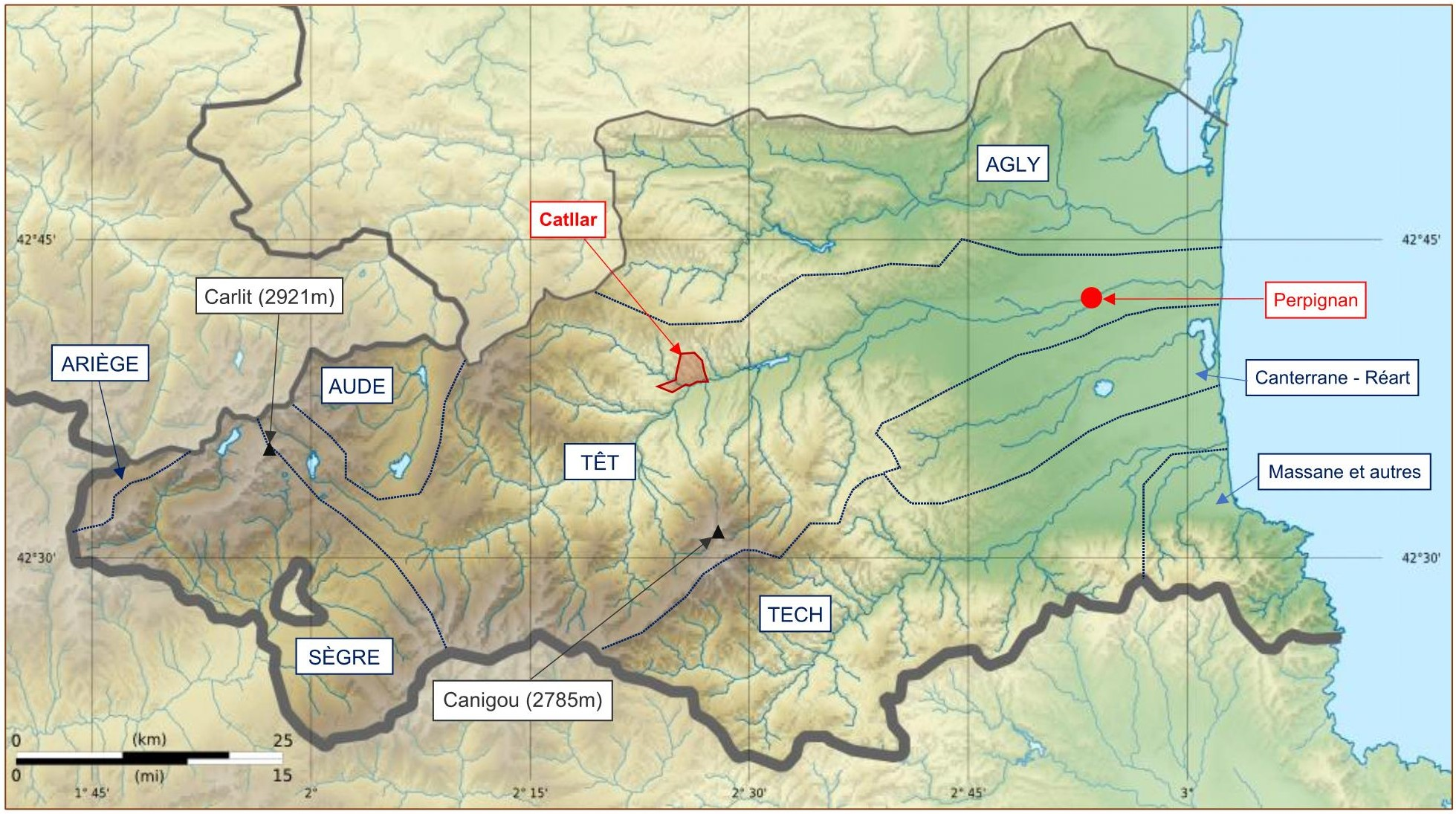
Lage von Catllar

Der Dolmen Catllar 2 (auch Arca de Calahons, Coffre de l’Arca de Calaons oder Saint-Jacques de Calaone genannt) ist eine Steinkiste vom Typ Solsonès in Catllar bei Molitg-les-Bains im Département Pyrénées-Orientales in Frankreich. Dolmen ist in Frankreich der Oberbegriff für neolithische Megalithanlagen aller Art (siehe: Französische Nomenklatur).
Die Steinkiste ist klein, eingetieft und ihre Deckenplatte liegt schräg auf.
Nicht weit entfernt auf der anderen Seite eines Zauns gibt es zwei kleine zerstörte Kisten, die hier allgemein „Caixa“ genannt werden.
In der Nähe liegt der Dolmen von Molitg (auch Pla de l’Arca oder Catllar 1 genannt).

## Siehe auch

Dolmen Catllar 2
Plan einer Kiste vom Typ Solsonès
Schnitt einer Kiste vom Typ Solsonès